# Jeremy O. Harris
Jeremy O. Harris (4 giugno 1989) è un drammaturgo, attore e sceneggiatore statunitense.

## Biografia
Nato in una famiglia di militare, Jeremy O. Harris è cresciuto a Chicago, Los Angeles e New York. Ha studiato recitazione alla DePaul University e drammaturgia a Yale, tra il 2016 e il 2019. Nel 2016 fece il suo debutto sulle scene come attore per la Steppenwolf Theatre Company di Chicago, con cui recitò nel dramma Jon. Mentre studiava a Yale, Harris scrisse Slave Play, che debuttò nell'Off Broadway nel 2018 e a Broadway nel 2019, destando scalpore per la rappresentazioni dei temi della razza e della sessualità, ma ottenendo recensioni positive dalle maggiori testate giornalistiche statunitense. La pièce gli valse anche una candidatura all'Outer Critics Circle Award  e al Tony Award alla migliore opera teatrale. Dopo il controverso successo di Slave Play, Harris ha revisionato il suo dramma del 2016 Daddy, e scritto due nuove opere teatrali nel 2019: Water Sports; or, Insignificant White Boys e Black Exhibition.
Harris è dichiaratamente gay.

## Filmografia parziale

### Sceneggiatore

#### Cinema
- Zola, regia di Janicza Bravo (2020)

### Attore

#### Cinema
- States, regia di Zach Gayne (2019)
- Jobe'z World, regia di Michael M. Bilandic (2018)
- Song to Song, regia di Terrence Malick (2017)
- The Sweet East, regia di Sean Price Williams (2023)

#### Televisione
- High Maintenance - serie TV, 1 episodio (2005)
- What We Do in the Shadows - serie TV, 1 episodio (2019)
- Gossip Girl - serie TV, 2 episodi (2021)
- Emily in Paris - serie TV, 4 episodi (2021-2022)

## Opere teatrali
- Xander Xyst, Dragon 1 (2017)
- Slave Play (2018)
- "Daddy": A Melodrama (2019)
- Water Sports; or, Insignificant White Boys (2019)
- Black Exhibition (2019)
- A Boy’s Company Presents: 'Tell Me If I'm Hurting You' (2021)
- Spirit of the People (2025)